# Gunnar Ekman (scenograf)
Hans Gunnar Ekman, född 7 juni 1955 i Stockholm, är en svensk scenograf.

## Biografi
Ekman studerade vid Medborgarskolans konstskola 1974-1975, Konstfack 1976-1977 och Dramatiska Institutet 1978-1980, och har sen dess gjort över 100 teateruppsättningar och musikaler på ett flertal teatrar i Sverige, Norge och Schweiz. Han har varit verksam på bland annat Dramaten, Stockholms stadsteater, Folkoperan, Piteå Kammaropera, Malmö stadsteater, Dalateatern, Det norske teatret, Hålogaland Teater, Grand Théâtre de Genève och Göteborgsoperan.  
Han var huvudlärare i scenografi på Dramatiska Institutet 1999-2005.

## Teater

### Scenografi
| År   | Produktion                                               | Upphovsmän | Regi                  | Teater                    | Noter                 |
| ---- | -------------------------------------------------------- | --- | --------------------- | ------------------------- | --------------------- |
| 1987 | Jaktscener från Nedre Bayern Jagdszenen aus Niederbayern | Martin Sperr Översättning Reiner Hartleb och Ernst Günther                                                            | Magnus Bergquist      | Malmö stadsteater         |                       |
| 1999 | Sluka mej! Eating Raoul                                  | Jed Feuer, Boyd Graham, Paul Bartel och Richard Blackburn Översättning Göran Parkrud, Kajsa Giertz och David Shutrick | Göran Parkrud         | Helsingborgs stadsteater  | Scenografi och kostym |
| 2015 | Måsen Чайка, Tjajka                                      | Anton Tjechov Översättning Lars Kleberg                                                                               | Patrik Pettersson     | Dalateatern               |                       |
| 2017 | The Greek Passion                                        | Bohuslav Martinů | Mira Bartov           | Wermland Opera            |                       |
| 2018 | Vem behöver en skatt?                                    | Malin Hülphers | Mia Ringblom Hjertner | Smålands Musik och Teater | Scenografi och kostym |
| 2020 | Andra sidan                                              | Talajeh Nasiri | Patrik Pettersson     | Dalateatern               |                       |
| 2022 | Jekyll vs Hyde                                           | Gustav Tegby | Rikard Lekander       | Dalateatern               |                       |